# Mandapeta
Mandapeta es una ciudad y  municipio situada en el distrito de Godavari Este en el estado de Andhra Pradesh (India). Su población es de 56063 habitantes (2011). Se encuentra a 39 km de Kakinada y a 139 km de Vijayawada. 

## Demografía
Según el censo de 2011 la población de Mandapeta era de 56063 habitantes, de los cuales 27580 eran hombres y 28483 eran mujeres. Mandapeta tiene una tasa media de alfabetización del 76,63%, superior a la media estatal del 67,02%.